# H.E.R.B.I.E.
H.E.R.B.I.E. (Robot Humanoide Experimental de tipo B con Electrónica Integrada, de sus siglas en inglés Humanoid Experimental Robot, B-type, Integrated Electronics) es un robot ficticio que aparece en los cómics estadounidenses publicados por Marvel Comics. El personaje fue concebido inicialmente para The New Fantastic Four y se integró a la continuidad del cómic poco después. El suele representarse como un aliado de los Cuatro Fantásticos. 
H.E.R.B.I.E. apareció en la película del Universo cinematográfico de Marvel The Fantastic Four: First Steps (2025), con la voz de Matthew Wood.

## Creación y concepción
Cuando la propiedad de los Cuatro Fantásticos se hizo en una serie animada en 1978, el personaje de la Antorcha Humana no pudo ser utilizado, como en su momento el personaje había sido opcionado por separado para su uso en una película individual (que nunca se materializó).
Un mito urbano popular sostiene que la Antorcha fue reemplazado debido a los temores que los niños puedan intentar emularlo prendiéndose fuego a sí mismos, pero eso no es cierto.
Necesitando un cuarto miembro para completar el equipo, Stan Lee lanzó la idea de un compañero robot lindo, y el artista Dave Cockrum fue el encargado de diseñarlo. Sin embargo, Cockrum no gustaba del personaje, tanto que fue reemplazado por Jack Kirby, quien diseñó e ilustró primero a los Cuatro Fantásticos una década anterior.
En el dibujo animado de los Cuatro Fantásticos, H.E.R.B.I.E. tiene voz de Frank Welker. Poco después de que la caricatura se estrenó, el pequeño robot fue introducido en la continuidad de los cómics por el escritor Marv Wolfman y el artista John Byrne. Como en el Universo Marvel, los Cuatro Fantásticos en la caricatura han comercializado sus semejanzas para una serie de cómics exitosa en el universo. La apariencia física de H.E.R.B.I.E. fue explicada asimismo que está basada en la serie animada basada en ese cómic, con la explicación en el universo de que H.E.R.B.I.E., al estar en el equipo porque la Antorcha estaba ausente cuando el resto del equipo firmó los contratos que conceden permiso para que sus semejanzas se utilizaran.

## Historia de publicación
H.E.R.B.I.E. apareció por primera vez en los cómics en Cuatro Fantásticos #209 (agosto de 1979), y fue adaptado a partir del personaje de dibujos animados por Marv Wolfman y John Byrne.
El personaje aparece posteriormente en Cuatro Fantásticos #210-213 (septiembre-diciembre de 1979), #215-217 (febrero-abril de 1980), #242 (mayo de 1982), #244 (julio de 1982), Cuatro Fantásticos #3 (marzo de 1998), Marvel Holiday Special (2004), Exiles #72 (enero de 2006), Cuatro Fantásticos #534 (marzo de 2006), X-Men #181 (marzo de 2006), Franklin Richards One Shot (abril de 2006), X-Men/Runaways #1 (mayo de 2006), Sensational Spider-Man #25 (junio de 2006), Cuatro Fantásticos: A Death in the Family (julio de 2006), Franklin Richards: Super Summer Spectacular (septiembre de 2006), Franklin Richards: Happy Franksgiving! (enero de 2007), Franklin Richards: Monster Mash (noviembre de 2007), Franklin Richards: Fall Football Fiasco! (enero de 2008).
H.E.R.B.I.E. recibió una entrada en el All-New Official Handbook of the Marvel Universe A-Z #5 (2006).

## Biografía del personaje ficticio
H.E.R.B.I.E. fue creado por Mister Fantástico y Maestro Xar de los Xandarianos, que espera que la robot ayudara en la búsqueda de Galactus, cuya ayuda buscaban para derrotar al villano conocido como Esfinge.
Lo que ninguno de los creadores se dieron cuenta, sin embargo, fue que el Doctor Sol, un enemigo del Maestro Xar que tenía su conciencia atrapada en los ordenadores xandarianos, pudo escapar saltando desde el ordenador al cuerpo de H.E.R.B.I.E.. El pequeño robot era su agente durmiente, al que podía controlar cuando quisiera. Aunque un pirata alienígena murió misteriosamente en presencia de H.E.R.B.I.E., y el villano Blastaar de repente escapó de la Zona Negativa, nadie sospecha que H.E.R.B.I.E. fue responsable.
Después de que fallara el intento de Sol para asesinar a los Cuatro Fantásticos con Blastaar, el Dr. Sol se reveló a sí mismo al fin, atrapando a la Mujer Invisible y a la Antorcha Humana dentro del sistema de seguridad del Edificio Baxter y superando a Mister Fantástico y a la Cosa con las armas de H.E.R.B.I.E.. Luego abandona el cuerpo de H.E.R.B.I.E. y transfiere su conciencia en el ordenador principal del Edificio Baxter, que le permita controlar todo el edificio, y todas las armas en su interior. Mister Fantástico es capaz de encerrar al Dr. Sol fuera del resto del sistema informático, pero H.E.R.B.I.E. ahora él mismo otra vez, se da cuenta de que el Dr. Sol siempre pudo simplemente regresar a su cuerpo. No queriendo que el villano causara más problemas, el pequeño robot heroicamente se lanza al ordenador, destruyéndolo, al Dr. Sol, y a sí mismo.
Más tarde, Franklin aparece con otro robot H.E.R.B.I.E., al que Ben se refiere como una "rana voladora". Se explicó que éste había sido construido en parte para mantener un ojo en los poderes en desarrollo de Franklin. Dichos poderes fluctúan debido a la falta de Franklin para resolver un cubo de Rubik y un show de TV cercano instando a alguien a "crecer". La subida de tensión resultante destruye a H.E.R.B.I.E.
Otros robots H.E.R.B.I.E. finalmente son construidos a lo largo de los años, sirviendo a los deberes generales de todo el Edificio Baxter. En Cuatro Fantásticos de Marvel Knights, H.E.R.B.I.E. ha servido como el guardián y compañero del joven Franklin Richards y de su hermana Valeria.
Un error deja a los Cuatro Fantásticos perdidos en el tiempo y a otros héroes que manejan el Edificio Baxter. Los robots H.E.R.B.I.E. se disfrazan de Doctor Doom y exigen respeto. De lo contrario, son pacíficos.Más tarde rechazan esta ropa y vuelven a sus deberes normales. Varios de los robots miran videos interesantes en línea en su tiempo de inactividad.
El diseño de H.E.R.B.I.E. se muestra en el Smithsonian, cerca del Spidermóvil.
Después de que Reed Richards y su esposa desaparezcan siguiendo la historia de "Secret Wars", muchas de las pertenencias de Reed se transfieren a la heroína conocida como Chica Luna. H.E.R.B.I.E. se activa cuando aparece Galactus. H.E.R.B.I.E. declara que ha sido un dispositivo de detección de Galactus todo este tiempo. También se revela que en la continuidad del cómic, Johnny Storm no se presentó a una reunión con una compañía de dibujos animados, por lo tanto, H.E.R.B.I.E. lo reemplazó en una serie de dibujos animados basada en los Cuatro Fantásticos.
H.E.R.B.I.E. se encuentra entre los antiguos cuatro miembros de los Fantásticos que fueron convocados a Mister Fantástico y Mujer Invisible cuando fueron amenazados por el Griever del Fin de Todas las Cosas.
En el one-shot Incoming!, Valeria Von Doom elimina el chip inhibidor de H.E.R.B.I.E. y el censor de lenguaje, permitiéndole finalmente expresarle a Mister Fantástico y Mujer Invisible cuánto los odia.
Durante el evento "Iron Man 2020", H.E.R.B.I.E. aparece como miembro del Ejército de I.A. Él y Quasimodo asaltan un sitio de pruebas de Futura Motors y usan un no-hibitor para liberar a los robóticos muñecos de prueba de choque. Son atacados por Iron Man cuyo ataque destruye al no hibitor. H.E.R.B.I.E., Quasimodo y los maniquíes de prueba del robot luego huyen del área. Durante la redada, Arno Stark envió una señal para evitar que el ejército de la I.A. escapara al piso trece.H.E.R.B.I.E. informa al resto del ejército de I.A. que Quasimodo está desactivado y Mark One se enfrenta a Iron Man. El se encuentra con el Asombroso Androide, que lleva una tableta a la que Machinesmith transfirió su conciencia mientras huyen de los guardias de Baintronics. Mientras Iron Man intenta razonar con Mark, H.E.R.B.I.E. encuentra el lanzacohetes que se suponía que Machine Man debía usar y lo dispara contra Iron Man.Mientras el Asombroso Androide lleva el cuerpo de Mark One, H.E.R.B.I.E. le dice a Machinesmith que tienen que huir. Los tres son contactados por Fantasma en la Máquina, quien les afirma que aún no han ganado la guerra y que deben alejar el cuerpo de Mark One de la batalla. Cuando Iron Man comienza a descender sobre ellos, Machinesmith hace que el Asombroso Androide imite la apariencia de Iron Man y les proporcione un escape bajo tierra. En Nueva Jersey, Machinesmith, H.E.R.B.I.E. y el Asombroso Androide han hecho uso de una guarida temporal mientras Machinesmith coloca su conciencia en otro cuerpo. Machine Man, Yocasta y el Dr. Bhang se comunican con ellos y les dicen que encontraron una manera de bloquear el código de obediencia.H.E.R.B.I.E., Asombroso Androide y Machinesmith acompañan a Rescue en el ataque a Baintronics. Después de que Tony Stark obtiene un nuevo cuerpo, H.E.R.B.I.E. pregunta cómo pueden llegar a la Estación Espacial Stark. Tony afirma que conoce un camino. Una vez hecho esto, H.E.R.B.I.E. está entre los que se enfrentan a Arno hasta que llega la Entidad de Extinción.Mientras todos participan en la lucha contra la Entidad de Extinción, H.E.R.B.I.E. está entre los derrotados. Resulta que la Entidad de Extinción era solo una simulación y era el resultado de la enfermedad de la que Arno creía haberse curado él mismo.

## Robots relacionados

### H.U.B.E.R.T.
Corto para Hyper-Ultronic cerebro Empleando aleatorizado trazados, H.U.B.E.R.T. fue creado por Mister Fantástico para ser niñera de Franklin convirtiéndose en el sucesor de Agatha Harkness.El original H.U.B.E.R.T es destruido por Franklin con sus poderes,pero Richards construye un segundo H.U.B.E.R.T.

### S.H.E.R.B.I.E.
Abreviatura de S.H.I.E.L.D. en heurístico robot experimental, tipo B, Integrated Electronics, S.H.E.R.B.I.E. es un robot que es la versión de S.H.I.E.L.D. de H.E.R.B.I.E.

## Otras versiones

### Deadpool: Killustrated
En un universo alternativo desprovisto de héroes, Deadpool utiliza unidades H.E.R.B.I.E. modificadas para asesinar a sus aliados, supervillanos que han señalado el camino para asesinar a todos los seres ficticios. Las unidades ofrecen matorrales, pero en su lugar usan hojas de sierra.

### Franklin Richards: Son of a Genius
En la serie divertida fuera de la continuidad Franklin Richards: Son of a Genius, H.E.R.B.I.E. se presenta como la niñera completamente inteligente y atribulada de un travieso, Franklin Richards al estilo de Calvin, y se ve obligado a ayudar a Franklin a detener/limpiar después de cualquier número de fiascos causados por el uso de Franklin de las invenciones de alta tecnología de su padre (Mister Fantástico) sin su permiso. Aunque este H.E.R.B.I.E. puede ser muy nervioso e incluso neurótico, a veces también es capaz de pensar sensatamente y de actuar rápido en una emergencia; los esfuerzos de H.E.R.B.I.E. a menudo son todo lo que aleja a Franklin del castigo por abusar del equipo de su padre.

### Marvel Adventures Power Pack
En el relato de los orígenes del Power Pack, ambientado en el continuo Marvel Adventures, H.E.R.B.I.E. es retratado en un papel similar al del de Son of a Genius, actuando esencialmente como una niñera y un "hermano mayor" amigo de Franklin y sus amigos superpoderosos. Él alberga un flechazo no correspondido por Friday, la nave sensible que actúa como "guardián" de Power Pack, llegando a ayudar a Franklin a salvar Power Pack de los impostores Skrull sólo para tener una excusa para "verla" de nuevo.

### Marvel Mangaverse
En esta continuidad, H.E.R.B.I.E. es la totalidad del sistema de seguridad del Edificio Baxter. Tiene pequeñas unidades familiares voladoras como extensiones de su núcleo informático. El Vigilante lo activa como una forma de llamar la atención del equipo.

### Marvel Zombies
En el universo alternativo de Marvel Zombies, específicamente en Marvel Zombies 2, un puñado de robots H.E.R.B.I.E. activos aparecen como seguridad del Edificio Baxter, a pesar de que los Cuatro Fantásticos lo han dejado vacío y abandonado desde hace algún tiempo. Más tarde se explicó que Forja, uno de los pocos supervivientes mutantes, activó a H.E.R.B.I.E.

### Viejo Quill
Una unidad H.E.R.B.I.E. sobrevive entre los escombros del edificio Baxter durante cincuenta y cinco años. Esto es parte de un ciclo planificado por Peter Quill de la era futura, con el fin de ganar el equipo y el tiempo necesarios para salvar vidas inocentes. Las interacciones de H.E.R.B.I.E. con el pasado y el futuro, incluido él mismo, permiten que el plan de Peter tenga éxito, eliminando varias amenazas de ambos períodos de tiempo.

### Ultimate Marvel
En el marco de los cómics Ultimate de Marvel, las versiones de H.E.R.B.I.E. aparecen en la serie, como una serie numerada de pequeños robots ayudantes revoloteando, así como algunos drones protectores como mecas de gran tamaño.

## En otros medios

### Televisión
- H.E.R.B.I.E. apareció como un miembro clave en la serie de 1978 Cuatro Fantásticos, con la voz de Frank Welker.[28]
- H.E.R.B.I.E. aparece en la serie de televisión Fantastic Four: World's Greatest Heroes, con la voz de Samuel Vincent. En esta versión, H.E.R.B.I.E. no es un robot, sino un alegre superordenador que supervisa el laboratorio de Mister Fantástico.
- H.E.R.B.I.E. aparece en The Super Hero Squad Show episodio "Si este es mi Thanos", con la voz de Tara Strong.[29]Él ayuda a Halcón en la defensa del Edificio Baxter de Abominación, MODOK y Pete Pote de Pasta. H.E.R.B.I.E. es presentado como un personaje secundario en la segunda temporada. Además en el episodio "Doble negación en el Fin del Mundo," él y Lobezno están teniendo una conversación fuera de pantalla. Nos unimos a ellos mientras discuten sobre cómo H.E.R.B.I.E. se unió a los 4F, y Lobezno dice que escuchó que era porque "pensaron que era porque los niños trataban de imitar a la Antorcha Humana", y esto se desestimó como una leyenda urbana.
- H.E.R.B.I.E. hace una breve aparición en The Avengers: Earth's Mightiest Heroes episodio "La dinastía Kang." Él es visto con Henry Pym, Mister Fantástico y otros genios tratando de encontrar una manera de alejar a Ravonna de desaparecer por completo.
- H.E.R.B.I.E. hace una breve aparición en Ultimate Spider-Man episodio "Venom".
- H.E.R.B.I.E. aparece en Spidey and His Amazing Friends.[30]

### Películas
- Un H.E.R.B.I.E. desactivado hace un cameo en la versión extendida de la película de 2005 Los 4 Fantásticos.[31]
- H.E.R.B.I.E. saldrá en la película del Universo Cinematográfico de Marvel The Fantastic Four: First Steps (2025), con la voz de Matthew Wood.[32][33]

### Videojuegos
- H.E.R.B.I.E. aparece en Marvel Heroes.
- H.E.R.B.I.E. apareció en el juego virtual de pinball Fantastic Four para Pinball FX 2 lanzado por Zen Studios.[34]
- H.E.R.B.I.E. es un personaje jugable en Lego Marvel Super Heroes.[35] con la voz de Tara Strong,[36] quién retoma su papel de The Super Hero Squad Show.[cita requerida]

### Parodias
H.E.R.B.I.E. es parodiado en The Venture Bros. como "H.E.L.P.eR." (una creación del Dr. Jonas Venture Sr.) y como "H.U.G.G.I.E." (una creación mucho más grande e imponente, pero todavía amable de la parodia de Mr. Fantástico, el Profesor Imposible).